# Malonato di etile
Il malonato di etile, o malonato di dietile, dietilmalonato, è l'estere che l'acido malonico forma con l'etanolo.
A temperatura ambiente si presenta come un liquido incolore dall'odore caratteristico di mela. In natura si trova nell'uva e nelle fragole; trova impiego nella sintesi dei barbiturati, delle vitamine B1 e B6 e di diversi aromi artificiali.
È una molecola interessante per la sintesi organica, su di essa si basa la sintesi malonica, ovvero il processo di sintesi di derivati dell'acido acetico.
Gli esteri dell'acido malonico si prestano a tale sintesi per via della relativamente alta acidità degli atomi di idrogeno del gruppo -CH2- centrale. Una base sufficientemente forte (si ricorre spesso all'etossido di sodio) è infatti in grado di rimuovere uno dei due atomi di idrogeno andando a formare un anione stabilizzato dalla risonanza con i due gruppi carbonile vicini.

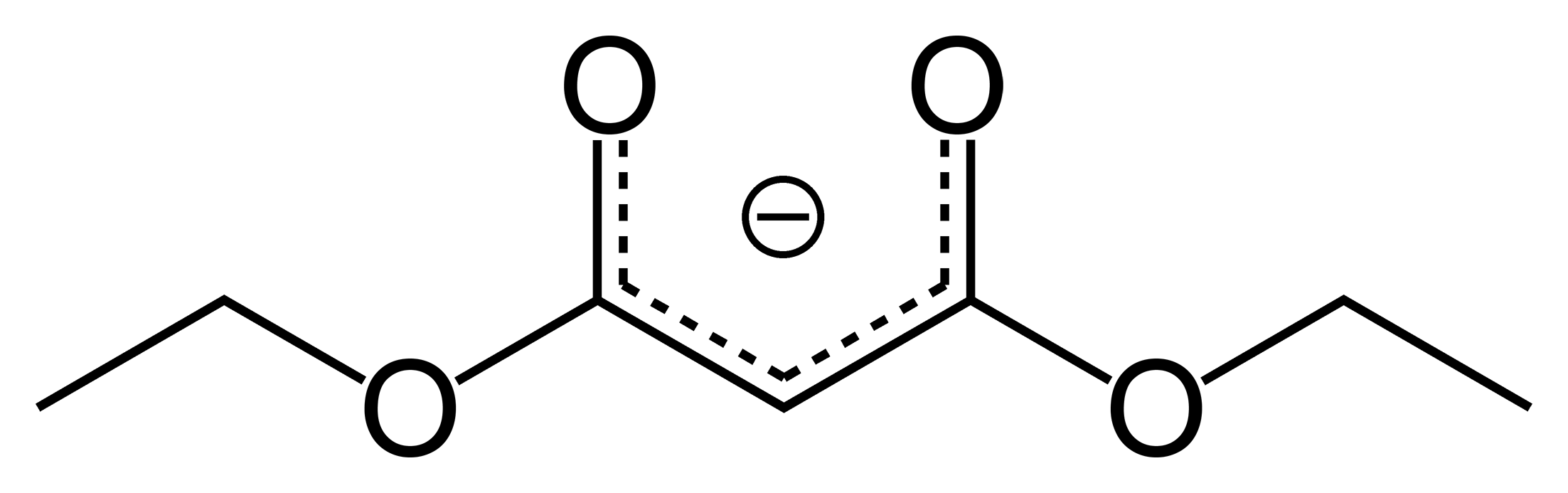
L'anione del malonato di etile, stabilizzato per risonanza

L'anione così ottenuto può agire da nucleofilo in reazioni di sostituzione o addizione.